# Эмиргамзаев, Садир Гасанович
Садир (Садыр) Гасанович Эмиргамзаев (29 июня 1972, с. Гельхен, Курахский район, Дагестанская АССР, РСФСР, СССР) — российский кикбоксёр, бронзовый призёр чемпионата мира. В последствии — политик. 

## Спортивная карьера
Кикбоксингом занимался с 1993 года. Является воспитанником махачкалинской ДГЦБИ и спортивной школы «Скорпион», занимался под руководством Зайналбека Зайналбекова. Является бронзовым призёром чемпиона мира 1995 года.

## Достижения
- Чемпионат мира по кикбоксингу 1995 — ;

## Политическая карьера
После окончания спортивной карьеры работал начальником городского отдела Дербентской службы судебных приставов. Позже являлся заместителем главы Дербентского района. В августе 2020 года был назначен врио района. В декабре 2020 года был вновь назначен врио района.

## Личная жизнь
В 1989 году окончил школу в Махачкале. В 1994 году окончил Московский экстерный гуманитарный университет. По национальности — лезгин. Садир Эмиргамзаев – младший брат депутата Госдумы России Абдулгамида Эмиргамзаева.